# Marjosaari (ö i Södra Savolax, S:t Michel, lat 61,97, long 26,44)
Marjosaari är en ö i Finland. Den ligger i sjön Puula och i kommunen Kangasniemi i den ekonomiska regionen  S:t Michel och landskapet Södra Savolax, i den södra delen av landet, 210 km norr om huvudstaden Helsingfors. Öns area är 21,1 hektar och dess största längd är 0,9 kilometer i nord-sydlig riktning.